# Bitwa pod Kiejdanami
Bitwa pod Kiejdanami – jedno z bardziej znaczących starć zbrojnych w czasie powstania listopadowego na Kowieńszczyźnie. Bitwa rozegrała się dnia 29 kwietnia 1831 roku między nieregularnymi oddziałami powstańców polsko-litewskich pod dowództwem Maurycego Prozora, liczących około 280 ludzi z jednej strony, oraz oddziałami rosyjskimi pod dowództwem Nikołaja Sulimy, liczących około 5000 ludzi z drugiej strony. 
Oddziały polsko-litewskie zająwszy pozycje w pobliżu częściowo rozebranego przez siebie mostu, długo broniły dostępu do miasta, ostrzeliwując i odpierając bagnetami Rosjan usiłujących sforsować uszkodzoną przeprawę. Powstańcy odparli łącznie cztery szturmy na most, zadając nieprzyjacielowi straty wielokrotnie przewyższające własne. Wobec braku amunicji, pod osłoną nocy oddziały polsko-litewskie wycofały się z miasta w kierunku Datnowa. 

## Literatura
- E. Callier, Bitwy i potyczki stoczone przez wojsko polskie w roku 1831, Drukarnia Dziennika Poznańskiego, Poznań 1887, ss. 97-99.
- Jacek Feduszka, Powstanie Listopadowe na Litwie i Żmudzi, w: Teka Kom. Hist. OL PAN, 2004, 1, s. 128.